# Trimma fraena
Trimma fraena is een straalvinnige vissensoort uit de familie van grondels (Gobiidae). De wetenschappelijke naam van de soort is voor het eerst geldig gepubliceerd in 1984 door Winterbottom.
De soort staat op de Rode Lijst van de IUCN als niet bedreigd, beoordelingsjaar 2009.